# ニード・フォー・スピード ポルシェ・アンリーシュド
『ニード・フォー・スピード ポルシェ・アンリーシュド』 (Need for Speed: Porsche Unleashed)略称NFSPUはEAカナダが開発し2000年3月24日エレクトロニック・アーツが発売したレースゲーム。他のニード・フォー・スピード シリーズとは異なりポルシェ・アンリーシュドの登場車両は、1950年から2000年までのポルシェ社のスポーツカーのみ登場する。このゲームは、ポルシェとその車に関しての幅広い情報を持っている事で有名である。

## 概要
このゲームの車はどのNFSシリーズよりも現実的に運転でき、そして長年にわたる異なるポルシェのパーツについての徹底的なカタログがある。レースはヨーロッパの農地、森林、市街地（ルートが変化するモンテカルロのサーキットも含む）などの様々な場所で行われる。警察追跡については、ファクトリードライバーモードで一部のみ発生する。
ポルシェ・アンリーシュドは映像や多くの絵、写真が収録されておりポルシェについての知識や歴史を知る事が出来る。

### モード
- ファクトリードライバー - プレーヤーはポルシェのテストドライバーとなりスラロームやレースなどを行うなどの多種多様な内容に挑戦する。
- エボリューション - 1950年から2000年まで3つに分けられた年代順にレースをし車をアンロックする。
- ポルシェクロニクル - レースをするのではなくポルシェについての様々な資料を閲覧できる。